# 河州 (渤海国)
河州，渤海国到辽朝时设置州。
渤海国在长岭府（治所在今吉林省桦甸市南苏密城），下辖河州，治所在今吉林省梅河口市西南55里山城镇。金毓黻的《渤海国志汇编》认为在吉林省海龙县山城镇。辽国沿用渤海国的河州，设德化军节度使，辽国末年河州被废除。